# Cyperus subulatus
Cyperus subulatus är en halvgräsart som beskrevs av Robert Brown. Cyperus subulatus ingår i släktet papyrusar, och familjen halvgräs. Inga underarter finns listade i Catalogue of Life.